# Pedro Alemañ
Pedro Alemañ Serna (Elche, Alicante, 21 de marzo de 2002), más conocido como Pedro Alemañ, es un futbolista español que juega en la demarcación de centrocampista para el Granada C. F. de la Segunda División de España.

## Trayectoria
Alemañ, nacido en Elche, es un centrocampista polivalente que llegó a las categorías inferiores del Valencia CF con apenas 14 años procedente del Elche CF. Tras pasar por categoría cadete y juvenil, en la temporada 2020-21 se incorporaría a la plantilla del Valencia Club de Fútbol Mestalla de la Segunda División B de España.
En la temporada 2020-21, disputa 10 partidos de liga, donde se consumaría el descenso a la Tercera División de España.
En la temporada 2021-22, lograría el ascenso a la Segunda Federación, siendo clave en el equipo de Miguel Ángel Angulo.
En la temporada 2022-23, disputaría 12 partidos de liga en Segunda Federación durante la primera vuelta de la competición.
El 30 de diciembre de 2022, firma por el Sparta de Róterdam de la Eredivisie, a cambio de un traspaso de 150.000 euros, donde el conjunto valencianista se guarda un 40 % de una futura venta del jugador.
En diciembre de 2024, vuelve al Valencia Mestalla, con el que firma hasta final de temporada.
El 22 de junio de 2025 se hizo oficial su fichaje por el Granada C. F. para las siguientes tres temporadas.

## Clubes
| Club                             | País         | Año       | Partidos | Goles |
| -------------------------------- | ------------ | --------- | -------- | ----- |
| Valencia C. F. Mestalla          | España       | 2020-2022 | 56       | 0     |
| Sparta de Róterdam (cedido)      | Países Bajos | 2023-2024 | 5        | 0     |
| Valencia Club de Fútbol Mestalla | España       | 2024-2025 | 37       | 4     |
| Granada C. F.                    | España       | 2025-     |          |       |